# Ferdinand Piëch
Ferdinand Karl Piëch (ur. 17 kwietnia 1937 w Wiedniu, zm. 25 sierpnia 2019 w Rosenheim) – austriacki inżynier, menedżer i przedsiębiorca, w latach 1993–2002 prezes zarządu Volkswagen Group, a od 2002 do 2015 roku przewodniczący rady nadzorczej tej spółki.

## Życiorys
Był synem wiedeńskiego prawnika Antona Piëcha, a przez matkę Louise wnukiem Ferdinanda Porsche. Studiował inżynierię na Politechnice w Zurychu. Jego praca dyplomowa dotyczyła rozwoju silników bolidów Formuły 1. W 1963 roku Piëch rozpoczął pracę w rodzinnej firmie Porsche. W 1966 roku został dyrektorem działu ds. testowania silników, a także szefem motorsportu. Wtedy pierwszy raz dał się poznać jako genialny inżynier. Zaprojektował m.in. Porsche 906 i Porsche 917 (które wygrało wyścig 24h Le Mans). W 1968 roku został członkiem zarządu ds. rozwoju technologicznego i był wymieniany jako główny kandydat do zastąpienia swojego wuja Ferry’ego Porsche na stanowisku prezesa firmy. Z powodu rodzinnych konfliktów klany Porsche i Piëch zdecydowały, że dla dobra firmy nie będą pełnić funkcji kierowniczych, a ograniczą się do zasiadania w radzie nadzorczej przedsiębiorstwa. Wówczas Piëch założył własne biuro konstruktorskie (zaprojektował z nim m.in. silnik dla Mercedesa), a następnie przeniósł się w 1973 do Audi. Od 1975 znalazł się we władzach przedsiębiorstwa, a od 1988 kierował nim. Piëch uczynił ze stosunkowo mało popularnej wówczas marki Audi równorzędnego konkurenta Mercedesa i BMW. Stało się tak przede wszystkim dzięki ogromnemu skokowi technologicznemu firmy zainicjowanemu przez Piëcha. Wprowadził silniki Diesla TDI, modele Audi Quattro oraz Audi V8. Pewne modele rozwijał samodzielnie, w obawie przed sprzedaniem ich konkurencji przez współpracowników.
Od 1993 został następcą Carla Hahna na stanowisku prezesa zarządu całego koncernu Volkswagena, będącego wtedy na skraju bankructwa. Za czasów Piëcha firma przezwyciężyła wewnętrzny kryzys i stała się największym koncernem  motoryzacyjnym na świecie, do którego włączono firmy SEAT, Škoda Auto, Lamborghini, Bentley, Bugatti, Porsche, Scania i MAN SE. Oprócz agresywnych działań na rynku w postaci przejmowania kolejnych firm Piëch zasłynął też swoim silnym, ostrym i despotycznym charakterem, zarządzał firmą twardą ręką. Był przywiązany do detali i jakości, zlecał inżynierom projektowanie nietypowych i wyjątkowych aut, jak np. Bugatti Veyron (pojazd miał mieć prędkość maksymalną ponad 400 km/h; Piëch osobiście nadzorował ten projekt) czy  Volkswagen L1 (auto, które spala mniej niż 1 litr paliwa na 100 km). W 2002 Piëch zastąpił Bernda Pischetsriedera na stanowisku szefa rady nadzorczej Volkswagena, a cztery lata później doprowadził do jego odejścia z funkcji dyrektora marki Volkswagen.
Po zamieszaniu wywołanym informacjami o przejęciu Volkswagena przez Porsche AG, ostatecznie 5 lipca 2012 r. to koncern Volkswagen Group poinformował o przejęciu w całości Porsche. Finalizację transakcji ustalono na 1 sierpnia 2012 r. (za agencją DPA). Volkswagen zapłacił za Porsche 4,46 mld euro. Blisko połowę tej sumy Porsche przeznaczyło na spłatę zobowiązań. Jednocześnie większość udziałów samego Volkswagena przejął fundusz inwestycyjny Porsche SE należący do rodzin Piëch i Porsche.
25 kwietnia 2015 r., z powodu konfliktu z prezesem Volkswagen Group, Martinem Winterkornem, Piëch ogłosił rezygnację ze wszystkich funkcji w koncernie, włącznie z funkcją szefa rady nadzorczej. W 2017 sprzedał swoje udziały w Porsche innym członkom rodzin Piëch i Porsche (przede wszystkim swemu bratu Hansowi Michelowi) warte ponad miliard euro, kończąc tym samym wszystkie swoje związki z Porsche i Volkswagenem.
Brytyjski dziennik The Guardian ocenił, że Piëch „przejdzie do historii jako legenda motoryzacji tej samej klasy co Henry Ford”.

## Życie prywatne
Słynął z burzliwego życia osobistego, był dwukrotnie żonaty; miał 12 dzieci, między innymi z byłą żoną swojego kuzyna Marlene Porsche. Dwaj jego synowie mają podobnie jak on na imię Ferdinand. Jego druga żona Ursula Piëch była w latach 2012–2015 razem z mężem członkiem rady nadzorczej Volkswagena. Zmarł nagle w restauracji w miejscowości Rosenheim w 2019 roku mając 82 lata.